# Arthur E. Brown

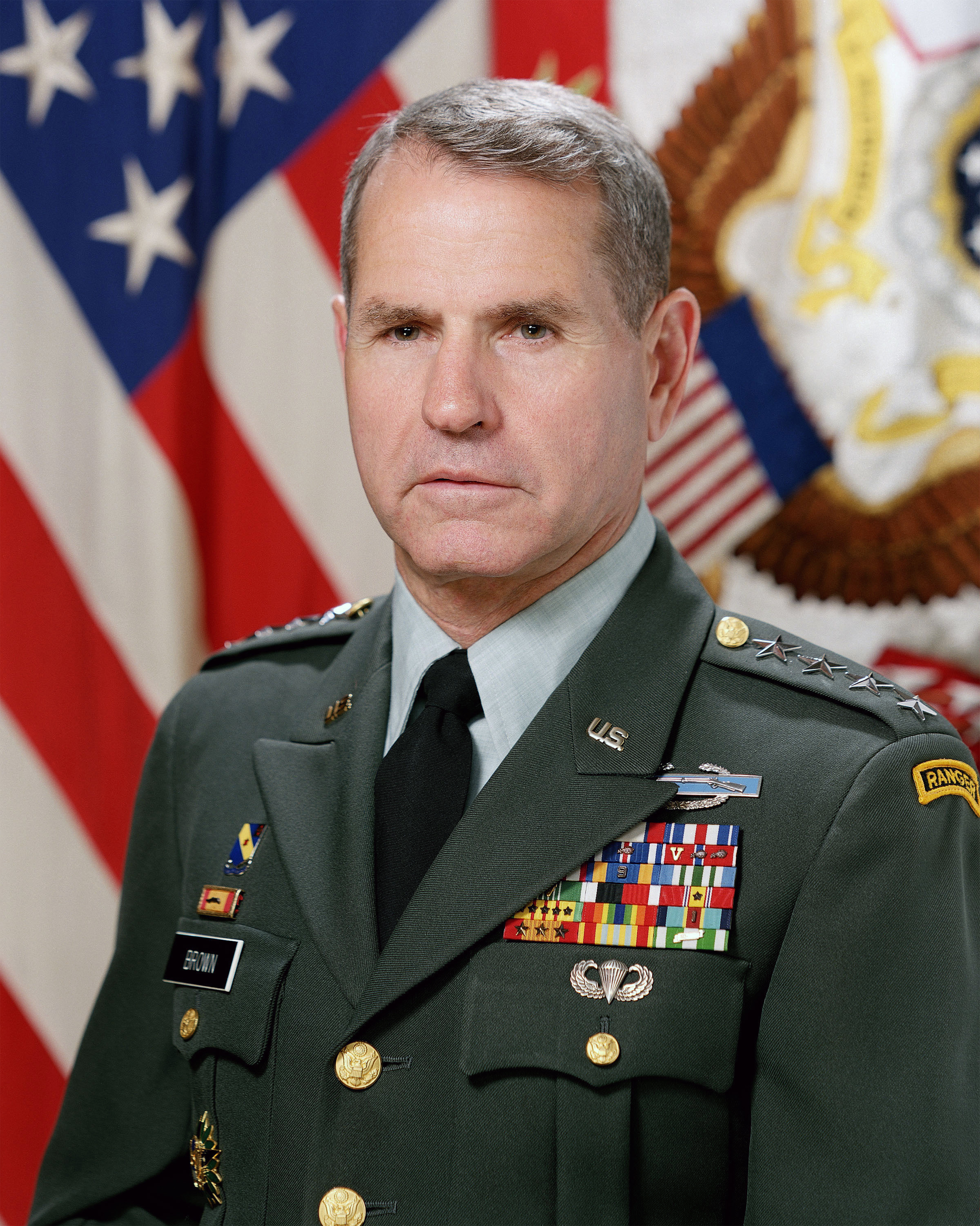
General Arthur E. Brown (1989)

Arthur Edmon Brown Jr. (* 21. November 1929 in Manila, Philippinen) ist ein ehemaliger US-amerikanischer Offizier der US Army, der zuletzt als General zwischen 1987 und 1989 Vize-Chef des Generalstabes des Heeres (Vice Chief of Staff of the Army) war.

## Leben

### Offiziersausbildung und Vietnamkrieg
Arthur Edmon Brown Jr., Sohn eines Zahnarztes der US Army, begann nach dem Besuch der High School zunächst ein grundständiges Studium an der University of Alabama, das er jedoch nach zwei Jahren abbrach, um eine Offiziersausbildung an der US Military Academy in West Point zu beginnen. Nach deren Abschluss wurde er 1953 Leutnant der Infanterie. Nachdem er die Schule für Fallschirmjäger und Spezialkräfte (Airborne and Ranger School) besucht hatte, wurde er Zugführer in der Kampfgruppe (Combat Team) des 508. Fallschirmjägerregiments (508th Airborne Regiment) sowie anschließend Kompaniechef im 60. Infanterieregiment (60th Infantry Regiment). Nachdem er von 1962 bis 1963 Offizier der Military Assistance Advisory Group (MAAG) in Südvietnam war, begann er ein postgraduales Studium an der University of Pittsburgh und schloss dieses mit einem Master ab. Im Anschluss fand er zwischen 1964 und 1967 Verwendung als Oberst in der Planungsabteilung im Kampfentwicklungskommando des Heeres (Army Combat Development Command) und wurde dort aufgrund seiner Arbeiten zur Bewertung der Wirksamkeit von Kampfflugzeugen und der Dynamik von Feuerkraft- und Manöverstudien sowie seiner Mitarbeit in der Vietnam-Studiengruppe und im Institut für Landkampf (Institute of Land Combat) mit einem Legion of Merit ausgezeichnet. Danach war er von 1967 nis 1968 Verwaltungsstabsoffizier (Executive Officer) des Militärischen Vertreter im NATO-Militärausschuss und erhielt für seine dortigen Verdienste die Joint Service Commendation Medal.
Nach Abschluss des US Army War College (USAWC) in Carlisle kehrte Brown während des Vietnamkrieges 1969 zum zweiten Mal nach Südvietnam zurück und war Kommandeur des 1. Bataillons des 52. Infanterieregiments sowie Berater der 9. Infanteriedivision Südvietnams. Danach fungierte er zwischen 1970 und 1973 als Direktor für Studien zur Rüstungskontrolle Abrüstung am US Army War College sowie anschließend von 1973 bis 1975 als Kommandeur der zur 1. Infanteriedivision (1st Infantry Division) gehörenden 1. Brigade, ehe er zwischen 1975 und 1978 Abteilungsleiter und Verwaltungsstabsoffizier im Büro des stellvertretenden Chefs des Generalstabes des Heeres für Operationen (Deputy Chief of Staff Operations) war. Anschließend war er von 1978 bis 1980 stellvertretender Kommandeur der Tropic Lightning genannten 25. Infanteriedivision (25th Infantry Division) sowie von 1980 bis 1981 stellvertretender Superintendent der US Military Academy in West Point. In dieser Funktion organisierte er die Willkommensfeier, die Unterbringung sowie die Weiterreise der am 20. Januar 1981 freigelassenen Geiseln der Besetzung der US-Botschaft im Iran während der dortigen Islamischen Revolution.

### Aufstieg zum General und Vice Chief of Staff of the Army
Daraufhin war Arthur Brown zwischen 1981 und 1983 Kommandeur für Mobilisierung und Einsatzbereitschaft der Militärregion IV und als solcher verantwortlich für die Einheiten der Reserve-Streitkräfte und Nationalgarde in fünf Bundesstaaten im Südosten der USA, Puerto Rico sowie den Amerikanischen Jungferninseln. 1983 wurde er zum Generalleutnant befördert und zum Direktor des Stabes des Heeres (Director of the Army Staff). In dieser Verwendung beaufsichtigte er das größte Modernisierungsprogramm seit dem Zweiten Weltkrieg, das zur Ausrüstung des Heeres mit M1 Abrams-Kampfpanzern, M2/M3 Bradley-Schützenpanzern, Sikorsky UH-60 Blackhawk-Transporthubschraubern und Boeing AH-64 Apache-Kampfhubschraubern führte. Darüber hinaus kam es zur Schaffung beziehungsweise Umgestaltung von vier Leichten Infanteriedivisionen, nämlich der 6th Infantry Division, 7th Infantry Division, 10th Infantry Division sowie 25th Infantry Division. Zugleich trug er die Verantwortung für die Umorganisation des Stabes nachdem US-Senator Barry Goldwater und dem Kongressmitglied Bill Nichols genannten Gesetz zur Reorganisation des US-Verteidigungsministeriums, dem sogenannten Goldwater-Nichols Act. Darüber hinaus war er Mitglied der Stilwell-Kommission für Sicherheit und zuständig für Öffentlichkeitsarbeit während der Operation Urgent Fury genannten US-Invasion in Grenada (25. Oktober bis 15. Dezember 1983) sowie nach dem Flugzeugunglück von Gander, bei dem im Dezember 1985 ein US-Transportflugzeug abstürzte und 248 Soldaten der 101. Luftlandedivision (101st Airborne Division) ums Leben kamen.
Zuletzt löste General Brown im Juni 1987 General Maxwell R. Thurman als Vize-Chef des Generalstabes des Heeres (Vice Chief of Staff of the Army) ab und bekleidete diese Funktion bis zu seinem Eintritt in den Ruhestand 1989, woraufhin General Robert W. RisCassi seine Nachfolge antrat. 1987 war er Leiter der US-Delegation bei der Konferenz der USA, Großbritannien, Kanada und Australien zu Fragen der militärischen Standardisierung. Zugleich befasste er sich mit Analyse und Gutachten für den Washingtoner Vertrag über nukleare Mittelstreckensysteme (Intermediate Range Nuclear Forces Treaty), der am 8. Dezember 1987 anlässlich des Gipfeltreffens von Washington unterzeichnet und am 1. Juni 1988 während des Gipfeltreffens in Moskau in Kraft gesetzt wurde.
Nach seinem Ausscheiden aus dem aktiven Militärdienst engagierte er sich in verschiedenen Organisationen und erhielt 2002 den Distinguished Graduate Award der Ehemaligenvereinigung der US Military Academy für herausragende Verdienste von Absolventen. 2010 verlieh ihm die Ehemaligenvereinigung der University of Pittsburgh den Distinguished Graduate Award der dortigen Fakultät für öffentliche und internationale Angelegenheiten (Graduate School of Public and International Affairs). Arthur E. Brown ist seit 1953 mit Jerry Cook verheiratet.

## Auszeichnungen
Auswahl der Dekorationen, sortiert in Anlehnung der Order of Precedence of Military Awards:
- Defense Distinguished Service Medal
- Army Distinguished Service Medal (2 x)
- Silver Star
- Legion of Merit (4 ×)
- Distinguished Flying Cross (2 x)
- Bronze Star (3 × und Zusatz „Combat Valor“)
- Meritorious Service Medal (3 ×)
- Air Medal (10 ×)
- Joint Service Commendation Medal
- Army Commendation Medal (Zusatz „Valor Device“)
- National Defense Service Medal (2 ×)
- Vietnam Service Medal (2 ×)